# Кралят на Марвин Гардънс
„Кралят на Марвин Гардънс“ (на английски: The King of Marvin Gardens) е американски драматичен филм, излязъл по екраните през 1972 година, режисиран от Боб Рафълсън с участието на Джак Никълсън и Елън Бърстин в главните роли.

## Сюжет
„Животът е игра на монополи“. Тук Джейсън, кралят на Марвин Гардънс, се е озовал директно в затвора, живее на крайбрежието и е намерил място в челните редици на местната мафия на Атлантик Сити.
Той е също и мечтател, който моли брат си Дейвид, радио водещ от Филаделфия, да му помогне да превърне Пасифик Айланд в райско кътче, т. е. моли го да повярва в поредната му мечта, в поредния му план за бързо забогатяване. Късметът обаче не е на тяхна страна и играта завършва трагично – реалността се превръща в драматична радио пиеса.

## В ролите
| Изпълнител         | Роля            |
| ------------------ | --------------- |
| Джак Никълсън      | Дейвид Стаблер  |
| Елън Бърстин       | Сали            |
| Брус Дърн          | Джейсън Стаблер |
| Джулия Ан Робинсън | Джесика         |
| Скатмен Кротърс    | Луис            |
| Чарлз Лавин        | Дядо            |